# 鏟形斷層

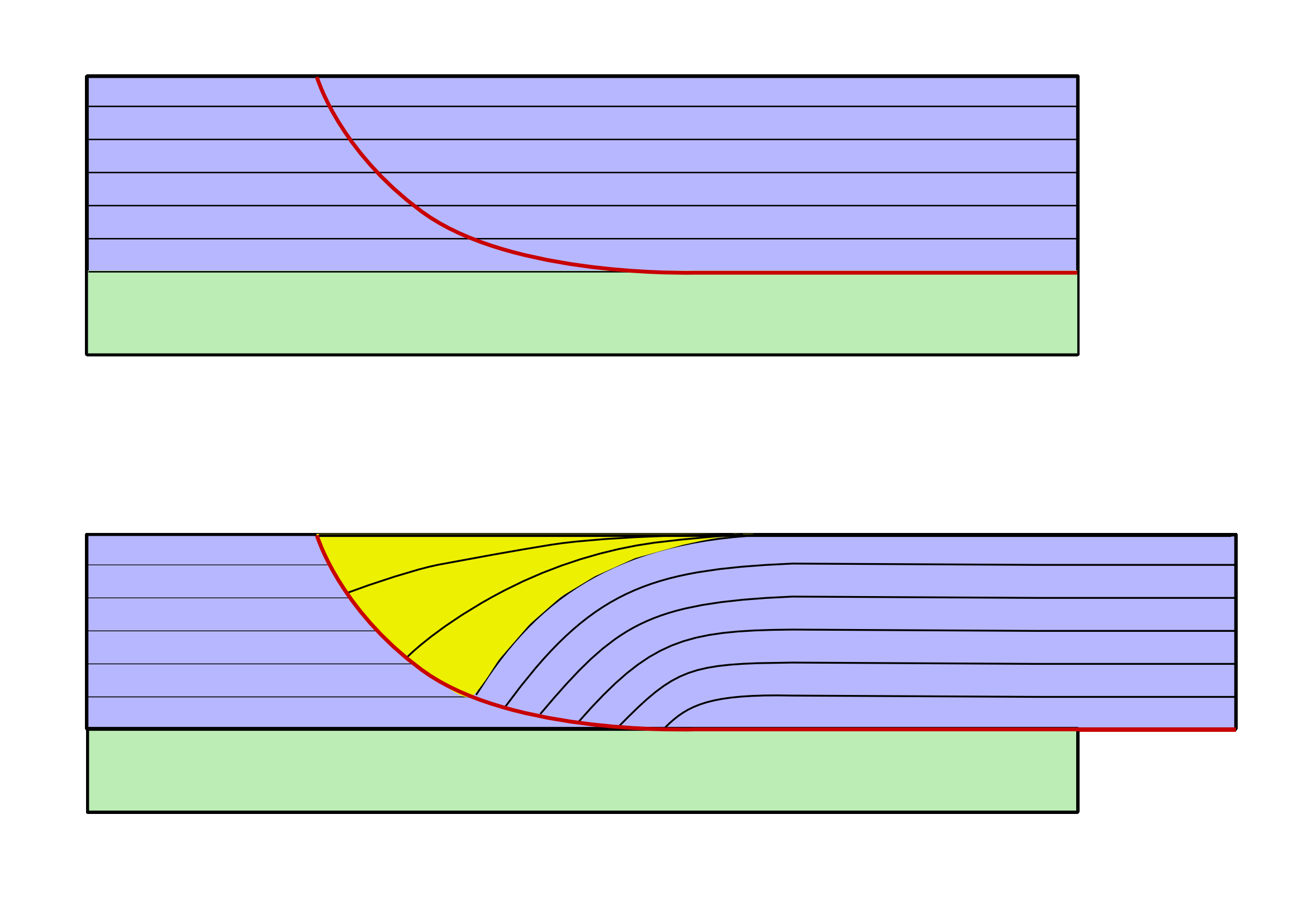
紅線即為鏟形斷層

鏟形斷層（英語：Listric Faults），又譯為上凹斷層、弧形斷層或犁形斷層，是一種斷層面有弧度的斷層。鏟形斷層稱為鏟形斷層，因為通常其斷層面弧度隨著高度遞減，類似一個鏟子的形狀。由於上下磐之間的彎曲，鏟形斷層又常與滚动背斜相生。經過長時間演進的鏟形斷層可能會被整平，成為水平的分層。鏟形斷層只發生在沉積岩中，在其他岩種中之案例非常稀少。鏟形斷層通常與正斷層相仿，少數才會有逆斷層的特性。目前通行的理論認為，具備正斷層和逆斷層特性的鏟形斷層在順序上可能是有相關的──例如，當造山帶延伸時，逆斷層型可能可以被重新活化為正斷層型；當大陸邊緣的板塊活動從被動階段到活躍階段時，正段層型又有可能被擠壓，變回成逆斷層型。
一邊斷層面已經消失的鏟形斷層，除了會形成山壁之外，還有可能促使剩下的另一邊岩體產生更多的鏟形斷層。

## 歷史
鏟形斷層最早奧地利地質學家愛德華·修斯在其著作《地球的面貌》（德語：Das Antlitz der Erde）中提出。他當時觀察法國北部、比利時和德國魯爾煤礦區向上凹曲的斷層面，並注意到這種斷層的橫斷面形態類似鏟子（希臘語：Listron），是以以此命名。此後，德國在煤礦區工作的地質學家一直採用這一術語；儘管如此，「鏟形斷層」的概念迄今除中歐以外其它地方幾乎沒有得到承認。值得注意的是，修斯的研究只主要針對逆斷層型的鏟形斷層，而這些斷層的鏟形構造有些事實上是由斷層產生後的其他地質活動所造成的。關於正斷層型鏟形斷層，當時修斯在他的作品的描述較少，並未使用「鏟形斷層」來稱呼。
1936年時，德國弗羅茨瓦夫大學的漢斯・克魯斯教授利用黏土對正斷層型的鏟形斷層做出了演示。1963年，德國海德堡大学教授基希邁爾詳細的對歷年關於鏟形斷層曲度與斷層面的研究做出了重要的回顧文獻，並列出了一系列關於鏟形斷層與煤礦蘊藏關係的例子。他們並發現，由於岩脈出露的環境條件經常會干擾鏟形彎曲斷層面結構的出現，鏟形斷層的發現與研究很難透過地形學研究達成。